# پوا
پوا شهری در شهرستان کایائو در استان بازگا در بورکینافاسوی مرکزی است و جمعیت آن ۶۷۲ نفر است.